# 高座神社
高座神社（たかくらじんじゃ）は、福島県南相馬市原町区にある神社である。
旧社格は郷社。行方郡延喜式式内社八座のうちの一座である。

## 祭神
- 伊志許理度売命を祀る。
- 相馬藩の歴史書「奥相志」によれば、伊弉冊尊、熊野高倉下命、武甕槌神を祀るという。
  - その他の説によれば伊弉冊尊、泉守道者(よもつちもりびと)、菊理媛神を祀り『白山三所権現』と称したという。
- 記録によれば、御神体の長さは「五寸」である。

## 由緒
「奥相志」によれば、陸奥国内の延喜式内社百座のうち行方郡内にある式内社八座の一つと伝わるが、鎮座来歴は不詳である。往古は現在の鎮座地の西の高倉村(現在の原町区高倉)に鎮座し、社地も広大で境内社も多かったと伝わる。押釜地区・馬場地区・大木戸地区の境界である原町区馬場赤柴付近に旧蹟が残っており、おそらくは戦火や兵乱によって社地は荒廃したとされ、再建するも元には戻らず小社となってしまったという。大同元年(806年)4月20日に社殿を造営し、文安年間(1444年～1449年)に藩主相馬氏から神田一環十八文の寄進を受けた。慶長7年(1602年)、藩主相馬義胤が徳川家康の命により改易になり、そのため寄進を受けた神田は失われた。この頃社掌を務めた者が若かったため対処できず、この時期以降は神田は失われたままになっているという。社域内の樹木も伐採され田畑にされたが、元文年間にはその地も荒廃したという。
それより前、遠藤八郎左衛門という者が村に住み、往古の社地の北端に神祠を設けて守り神にした。八郎左衛門の嫡子や子孫らが現在の鎮座地である押釜付近に住んでいたという。安永3(1774年)甲午年に社殿が再建され、その頃の棟札が残っている。寛政11(1799年)己未年に野火があり社殿が燃失した。この時、藩主から境内の杉の木を数百本売って得た金十一両二分を賜り、失われた社殿を再興した。文化12(1815年)乙亥年、相馬藩主相馬益胤の命による調査で、当社が延喜式内社行方八社のうちの一座である「高座神社」であると比定された。同年、歴史ある神社ということで一石の田が社領として貸し出された。

## 境内
- 社殿は押釜地区を流れる川のそばの丘陵地に鎮座している。
- 社殿(拝殿・幣殿・本殿)

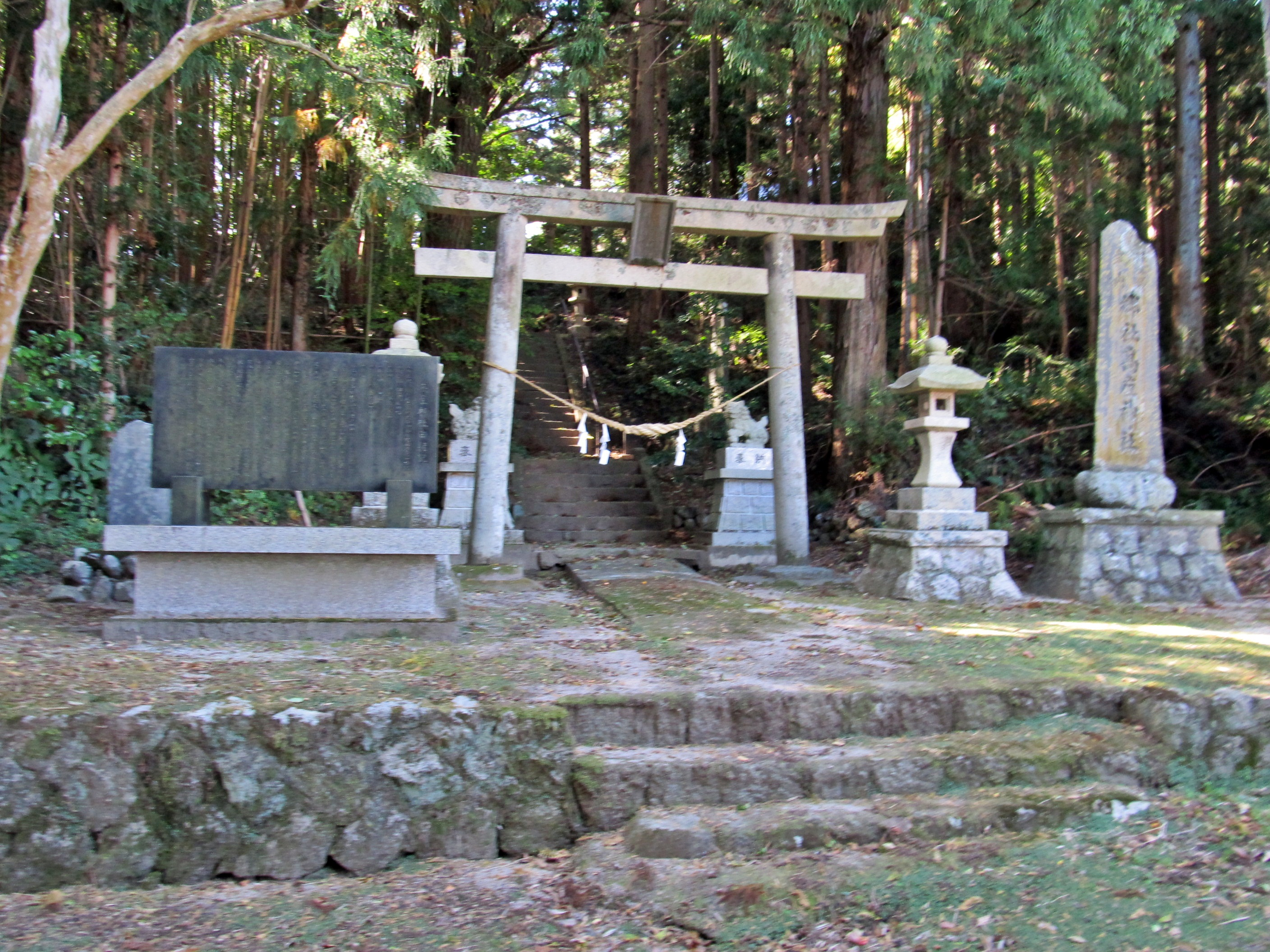
高座神社鳥居前
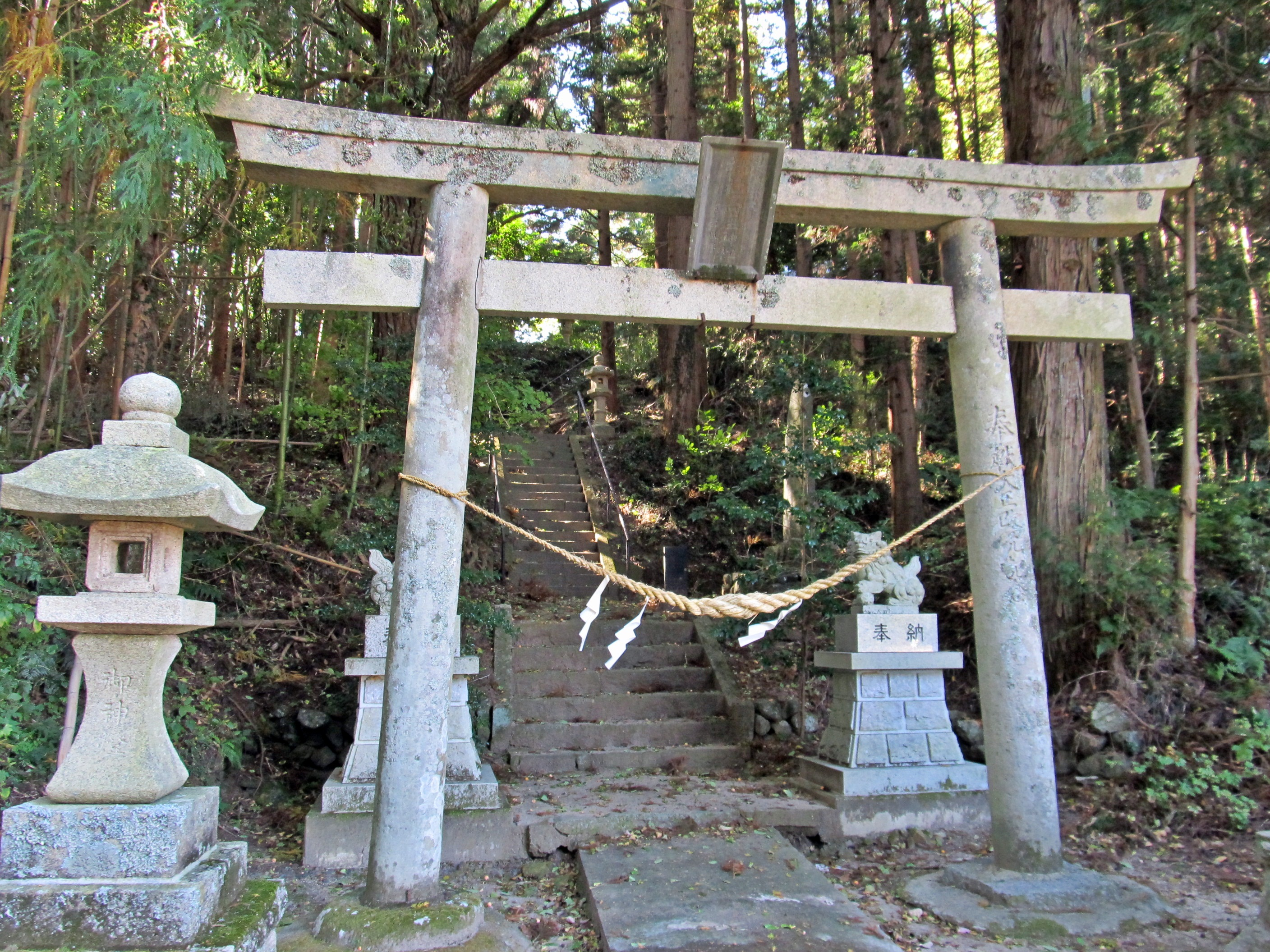
鳥居
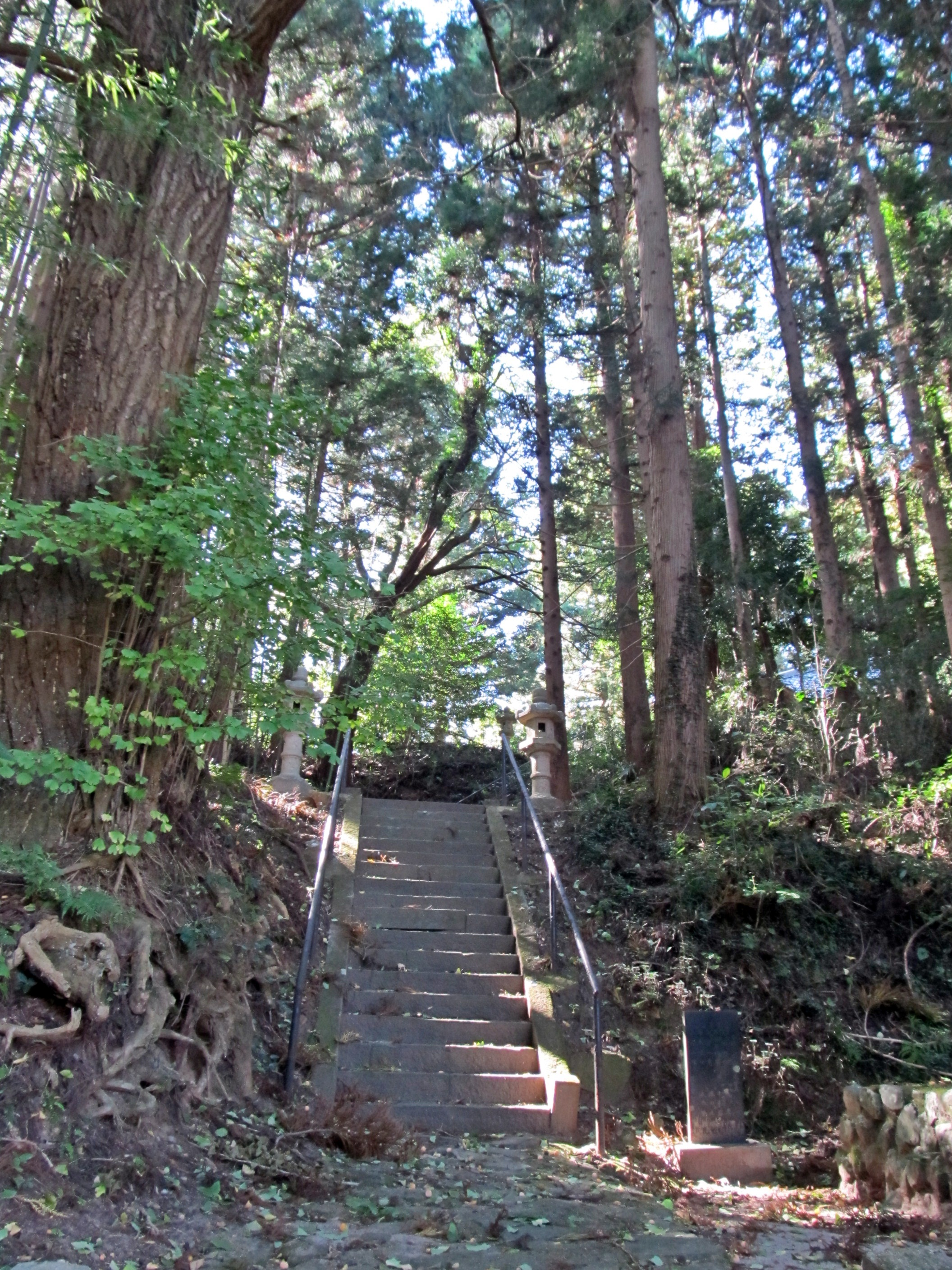
参道
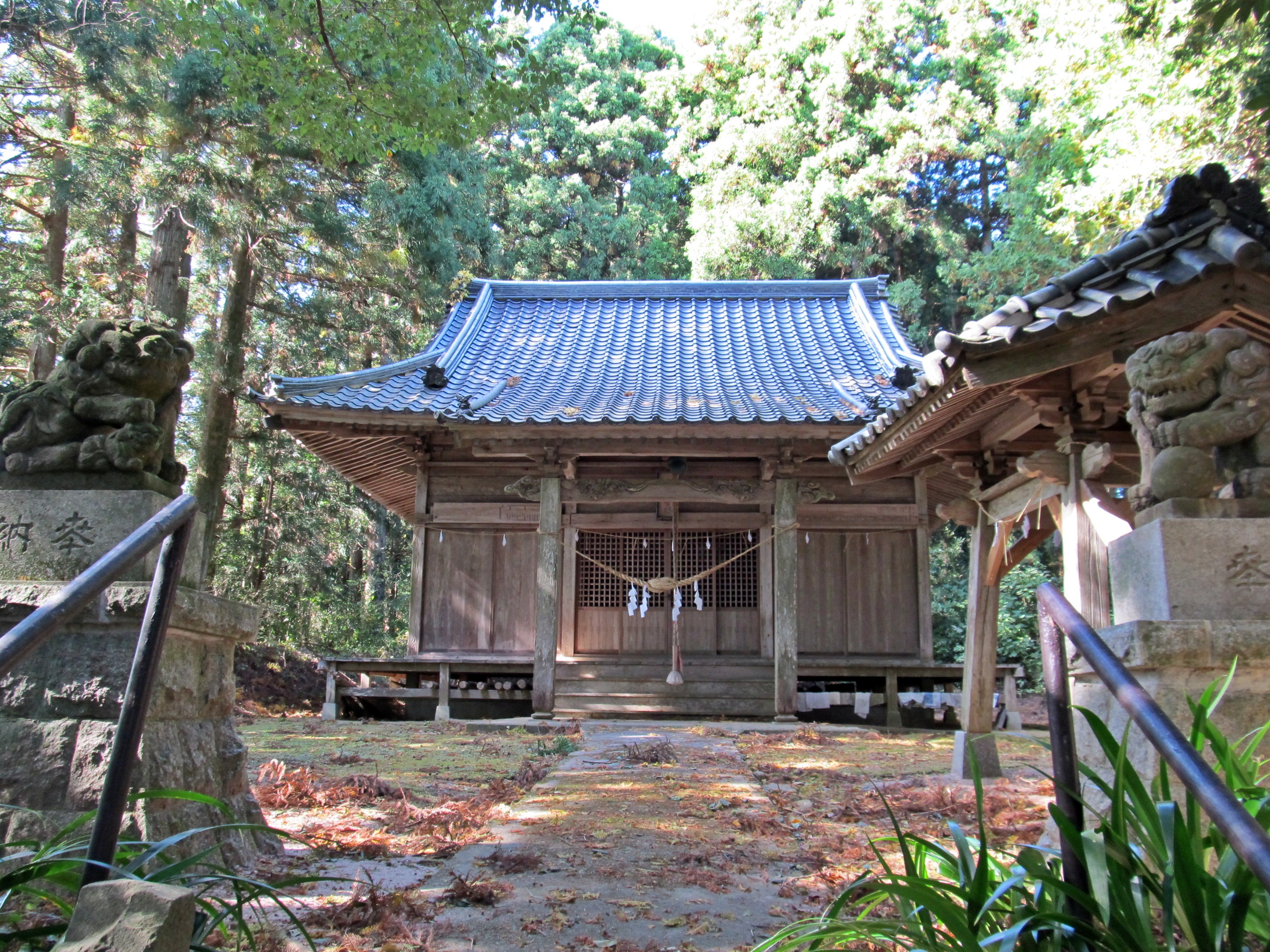
参道から社殿を望む
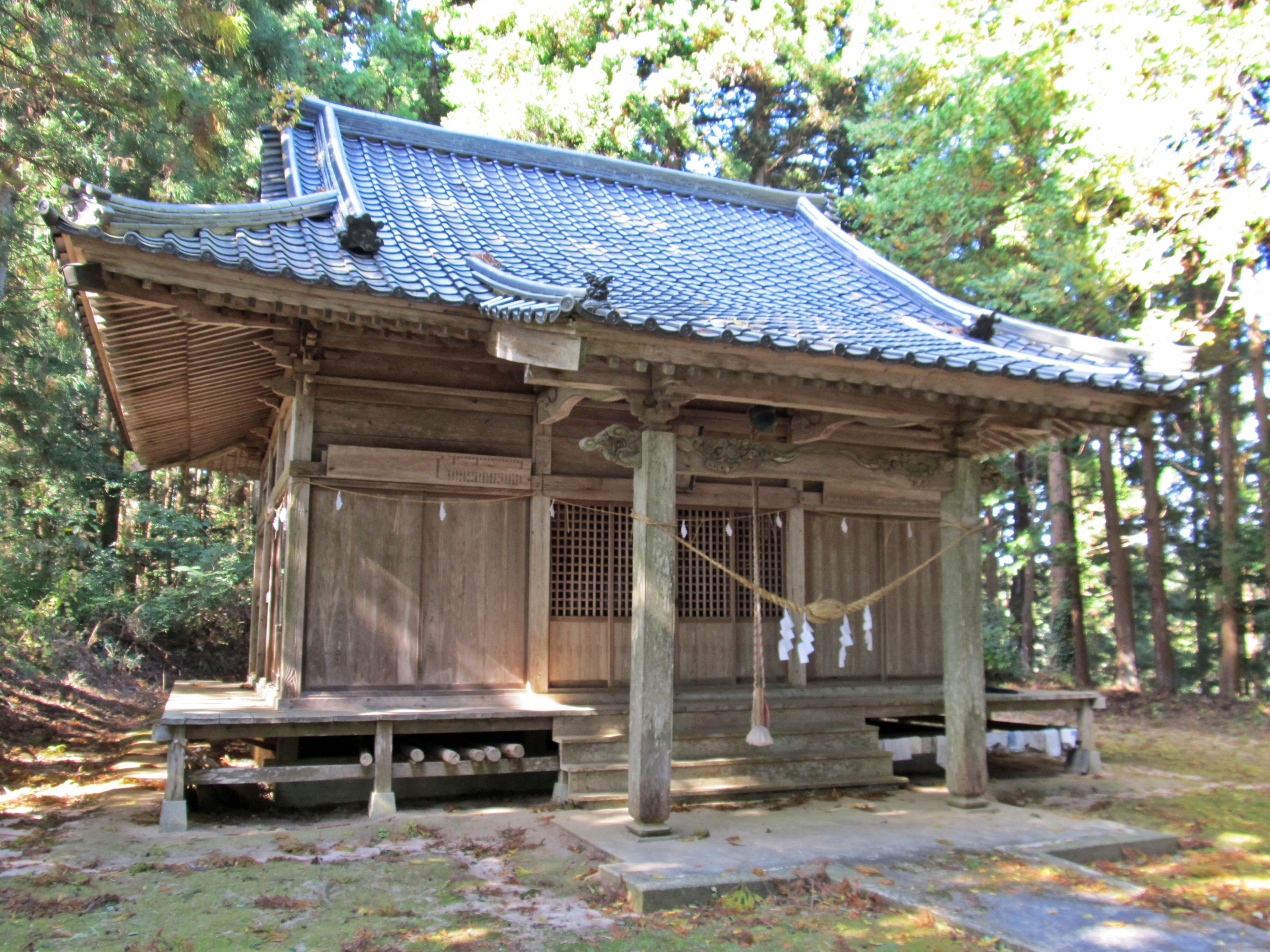
高座神社拝殿
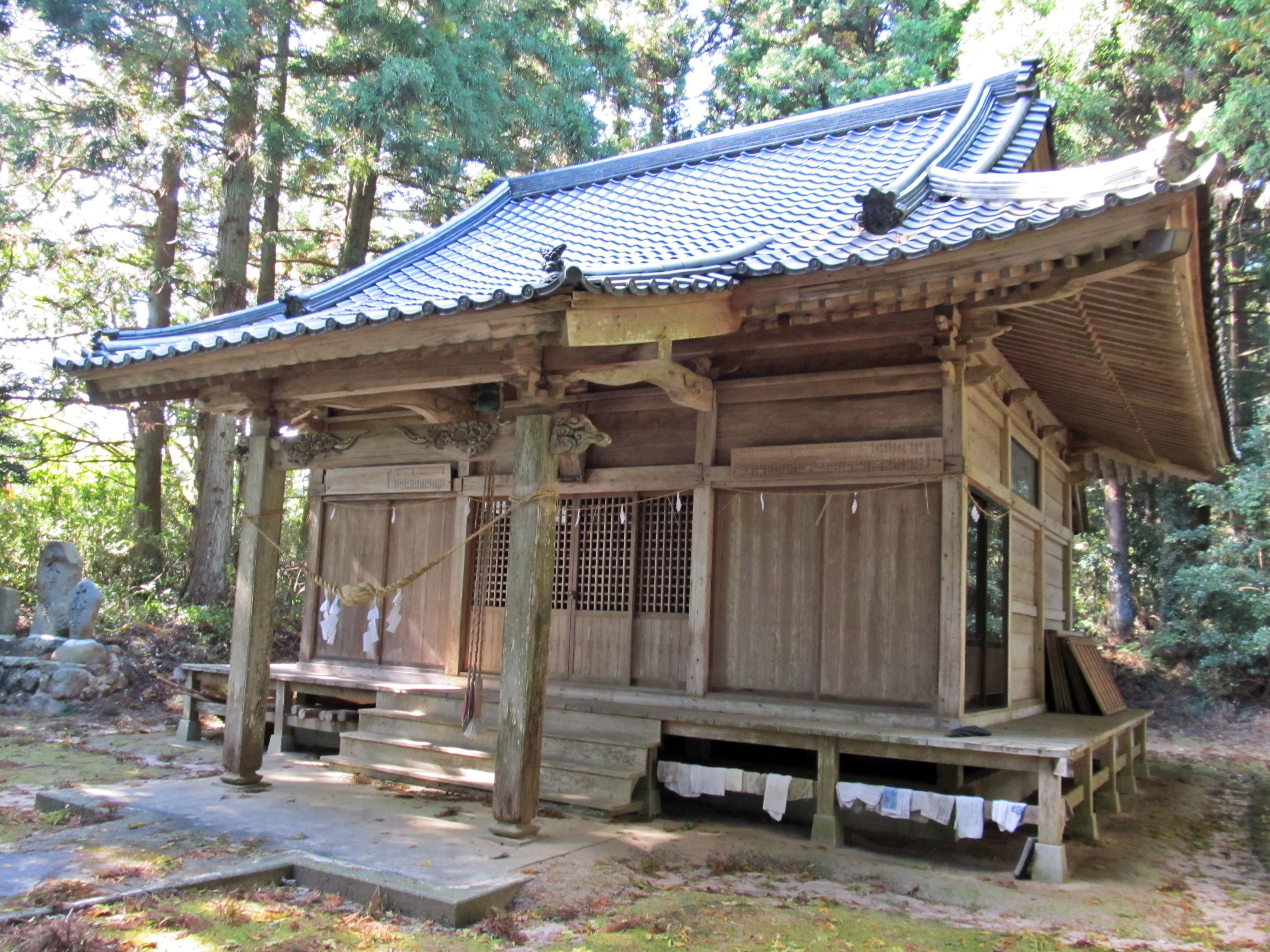
高座神社拝殿
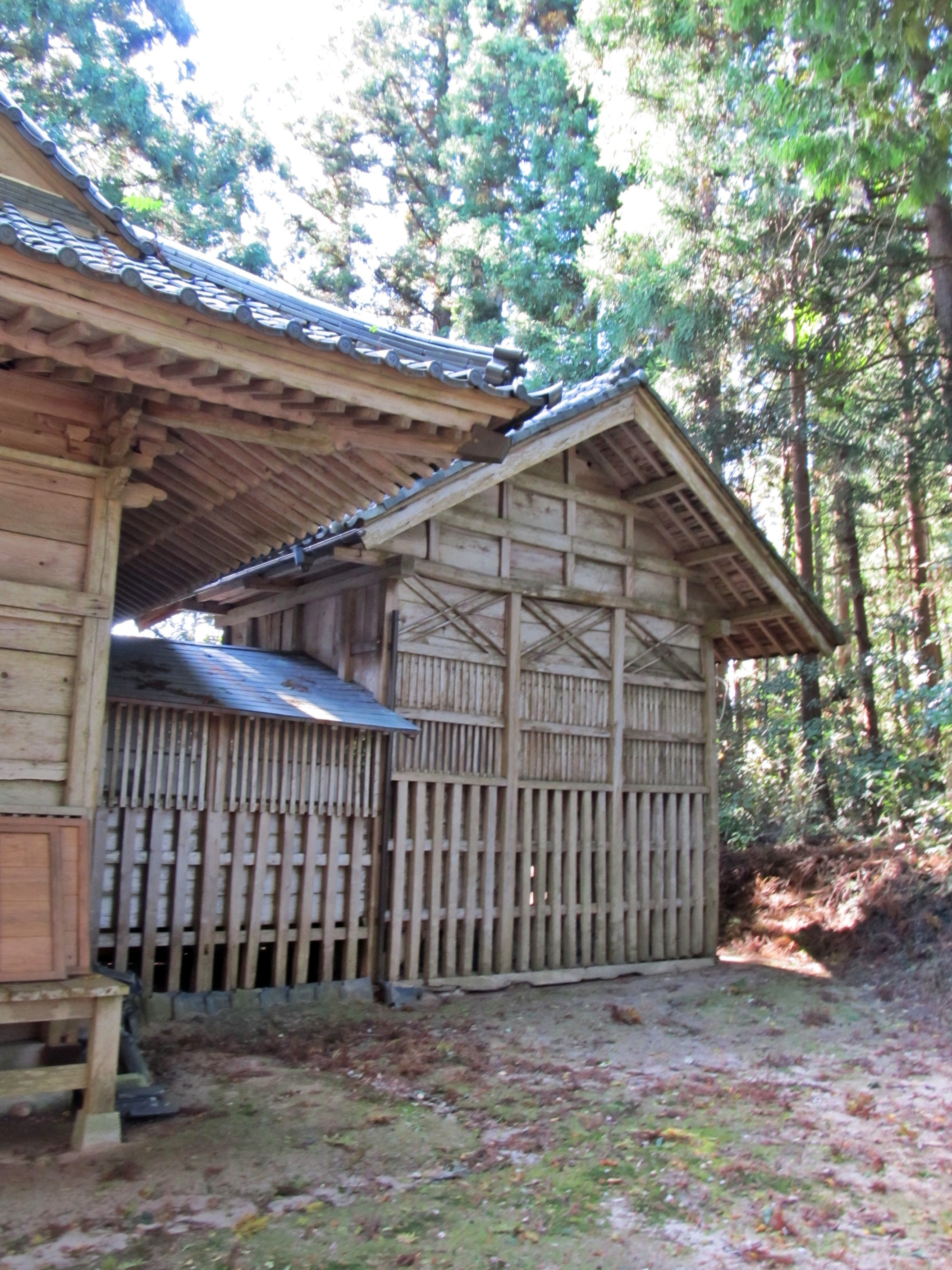
高座神社本殿 覆屋の中には木羽葺流造の本殿が鎮座している